# پلاریس
پلاریس (انگلیسی: Polaris) یک گروه متال‌کور استرالیایی از سیدنی است که در سال ۲۰۱۲ آغاز به کار کرد.